# Derde Carlistenoorlog

In het rood de gebieden gedomineerd door de Carlisten, 1874

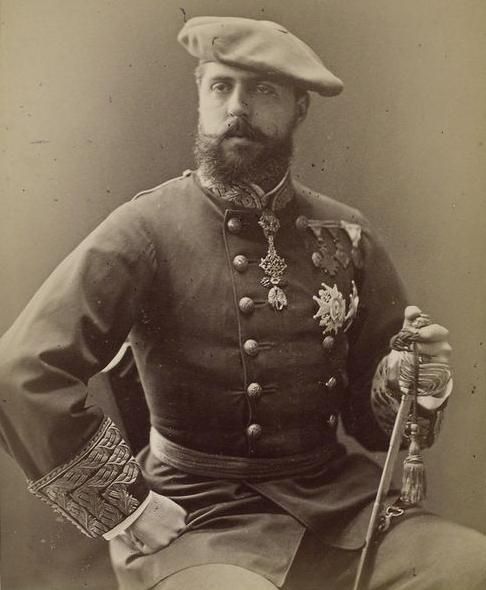
Carlos VII, leider van de Carlisten

De Derde Carlistenoorlog was een burgeroorlog in Spanje in de periode 1872-1876 tussen de regerende Bourbon-koningen van Spanje en een zijtak van het koninklijk huis, de gebroeders Carlos (VII) en Alfonso Carlos de Borbón. Het aantal slachtoffers wordt geraamd op 7.000 tot 50.000.

## Achtergrond
Het carlisme wortelt in de Pragmatieke Sanctie die koning Ferdinand VII in 1830 uitvaardigde. Ferdinand had alleen dochters en zou daarom worden opgevolgd door zijn broer Carlos. Door de maatregel konden ook vrouwen de troon bestijgen en zou Ferdinand worden opgevolgd door zijn dochter Isabella II. Carlos accepteerde dit niet en riep zich na Ferdinands dood in 1833 onder de naam Carlos V uit tot koning van Spanje. Zijn reactionaire, klerikale en regionalistische aanhangers noemde men carlisten. Kort na Carlos' proclamatie brak de Eerste Carlistenoorlog (1833-1840) uit. Zijn zoon Carlos (VI) voerde van 1846 tot 1849 zonder succes de Tweede Carlistenoorlog, maar de Derde Carlistenoorlog (1872-1876), onder Carlos (VII), bracht vrijwel heel Noord-Spanje in handen van de carlisten. Na de troonsbestijging van Isabella's zoon Alfons XII in 1874 moesten ze echter het onderspit delven.
Na de Spaanse revolutie van 1868 verloor Isabella II haar troon en koos men voor Amadeus van Savoye als haar opvolger.  Kort daarop ontmoette Carlos de gevluchte Isabella in Parijs, waar ze vergeefs probeerden tot een oplossing van hun rivaliteit te komen.
Na heel wat getouwtrek tussen de voor-en tegenstanders van Amadeus, stelde Amadeus in 1872 Francisco Serrano aan als eerste minister, een generaal, een man van de harde aanpak en voorstander van centraal bestuur en tolereerde de separatistische houding in Catalonië, Navarra en Baskenland niet. Dit was het begin van de Derde Carlistenoorlog. 

## Verloop
Carlos trainde een leger in Frankrijk en begon in 1872 de oorlog tegen de monarchie, gesteund door pro-Carlistische onrust, ter plaatse geleid door zijn broer Alfonso Carlos.
Amadeus, die geweld schuwde, zette Francisco Serrano af, maar het kwaad was geschied en op 11 februari 1873 trad hij af. Enkele uren later werd de Eerste Spaanse Republiek uitgeroepen. Francisco Serrano kwam terug en de strijd woedde voort, maar dat leidde tot complete anarchie.
Carlos verscheen in 1873 andermaal in Spanje en vestigde zich in Estella, waar hij meer dan twee jaar verbleef. Hij kreeg geheel Noord-Spanje in zijn macht en gaf zelfs munten en postzegels met zijn beeldenaar uit. Alfonso Carlos veroverde in de daaropvolgende jaren grote delen van Noord-Spanje - vooral de bloedige verovering van Cuenca is bekend - en maakte zich door zijn wreedheid berucht. Door hun wreedheid jegens krijgsgevangenen joegen Carlos en Alfonso Carlos echter de internationale politiek tegen zich in het harnas. Aan de Carlistische zegetocht kwam een einde na de installatie van Isabella's zoon Alfons XII op de troon in 1874. Het nieuwe regime maakte ernst met het bestrijden van de Carlisten. Door Carlos' onvermogen overwinningen uit te buiten en de oproep van de Carlistische generaal Ramón Cabrera de strijd te staken moesten de Carlisten uiteindelijk het onderspit delven.
Aan het einde van de oorlog vluchtten de belangrijkste protagonisten naar Frankrijk.

## Nederlandse inbreng

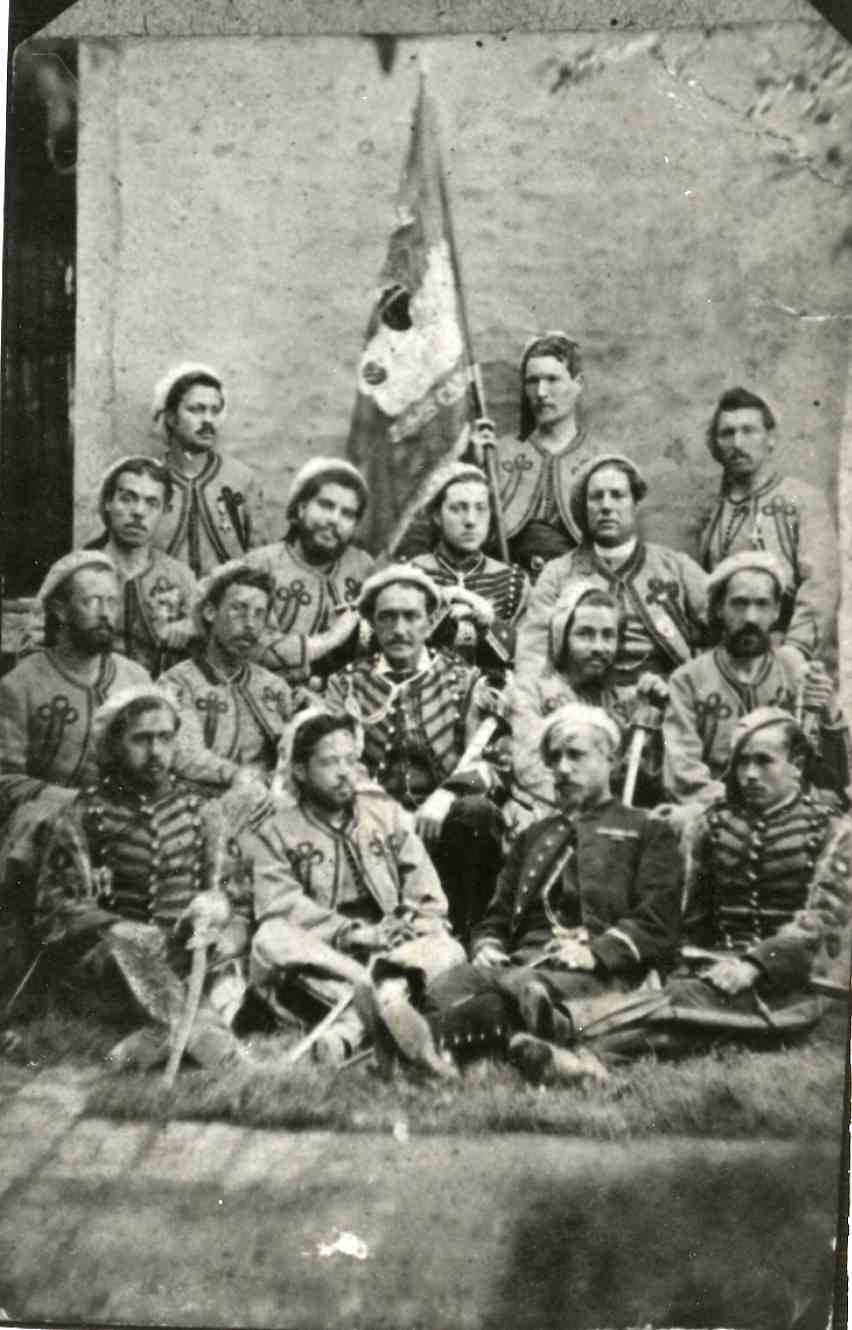
Een groep internationale carlistische zoeaven. Staand rechts: de Nederlander August Wils

Tijdens de oorlog vochten tientallen Nederlanders mee in het leger van Alfonso Carlos in Catalonië. Zij streden in het bataljon der Carlistische Zoeaven, een eenheid die geïnspireerd was op de pauselijke zoeaven. Als jongeling had Alfonso Carlos zelf dienst gedaan als pauselijk zoeaaf. De carlistische zoeaven stonden onder leiding van achtereenvolgens Ignace Wils en zijn broer August Wils, Nederlandse oud-zoeaven uit Ravenstein.